# Нойрайхенау
Нойрайхенау (нем. Neureichenau) — община в Германии, в Республике Бавария.
Община расположена в правительственном округе Нижняя Бавария в районе Фрайунг-Графенау. Находится в 15 км к востоку от Вальдкирхен, в 20 км к юго-востоку от Фрайунг, в 26 км от границы с Чехией (по дороге через Филипсройт) и в 7 км от границы с Австрией.
Население составляет 4391 человек (на 31 декабря 2010 года). Занимает площадь 46,38 км².

## Административное деление
Коммуна подразделяется на 27 сельских округов:

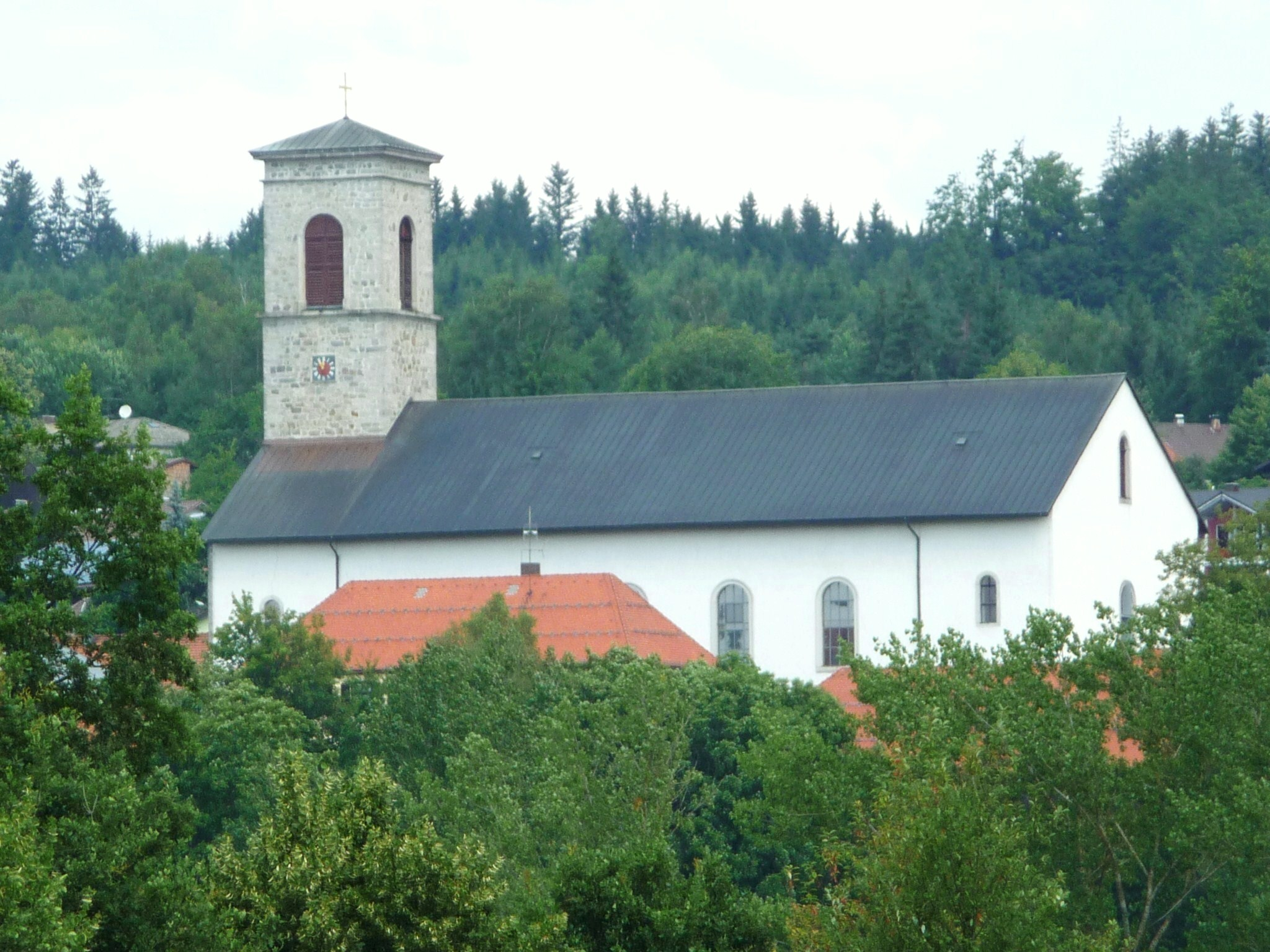
Приходская церковь Св. Леонарда

| - Альтрайхенау - Бернау - Binderbruck - Браннтвайнхойзер - Dreisesselhaus - Душльберг - Fischergrün - Gänswies - Герн | - Гзенгет - Хинтерфройндорф - Кернберг - Клафферштрасс - Клянгзенгет - Лаккенхойзер - Lackerau - Langbruck - Loiblau | - Нойрайхенау - Pleckenstein - Pleckenstein - Ридельсбах - Рёрндльберг - Шиммельбах - Spillerhäuser - Шпитценберг - Штубенберг |

## Население
По оценке на 31 декабря 2015 года население общины Нойрайхенау составляет 4379 чел. 

| Дата      | 1840 | 1871 | 1900 | 1925 | 1939 | 1950 | 1961 | 1970 | 1987 | 2011 |
| --------- | ---- | ---- | ---- | ---- | ---- | ---- | ---- | ---- | ---- | ---- |
| Население | 3428 | 3385 | 2958 | 3193 | 3205 | 3993 | 3598 | 3768 | 4182 | 4307 |

| Год       | 1960 | 1970 | 1980 | 1990 | 2000 | 2009 | 2010 | 2011 | 2012 | 2013 | 2014 | 2015 |
| --------- | ---- | ---- | ---- | ---- | ---- | ---- | ---- | ---- | ---- | ---- | ---- | ---- |
| Население | 3691 | 3807 | 3781 | 4312 | 4492 | 4429 | 4391 | 4321 | 4306 | 4300 | 4333 | 4379 |